# Шлина (посёлок)
Шлина — посёлок в Фировском районе Тверской области. Входит в состав Рождественского сельского поселения.
Находится в 23 километрах к северо-востоку от районного центра посёлка Фирово, на реке Шлина.
Населения по переписи 2010 года 19 человек.

## История
Возник в 1902 году при строительстве железной дороги Бологое - Великие Луки.
По данным 1997 года 32 жителя в 19-и хозяйствах.